# جائزة إسبانيا الكبرى للدراجات النارية 2002
جائزة إسبانيا الكبرى للدراجات النارية 2002 هو سباق دراجات نارية أقيم بتاريخ 5 مايو 2002 في حلبة خيريز، شريش. كان الجولة الثالثة من أصل 16 في سباق الجائزة الكبرى للدراجات النارية موسم 2002. فاز الإيطالي فالنتينو روسي بفئة الموتو جي بي بينما جاء الياباني دايجيرو كاتو في المركز الثاني وحصل على المركز الثالث الياباني توهرو أوكاوا.

## وصلات خارجية
- الموقع الرسمي